# (155) Scylla
(155) Scylla is een planetoïde in de hoofdgordel tussen de banen van Mars en Jupiter. De planetoïde werd op 8 november 1875 ontdekt door de Oostenrijkse astronoom Johann Palisa in het marine-observatorium in Pula, waar hij sinds 1872 directeur was. In 1874 ontdekte hij er zijn eerste planetoïde, en er zouden nog meer dan honderd volgen. Scylla, die hij vernoemde naar het gelijknamige zeemonster uit de Griekse mythologie, was zijn achtste ontdekking.
Scylla is een bijna 40 km grote T-type planetoïde, wat betekent dat het object een gematigd rood spectrum heeft en vermoed wordt dat het geen water bevat. De precieze samenstelling is onbekend.